# TANSTAAFL
TANSTAAFL – angielski skrótowiec oznaczający „there ain’t no such thing as a free lunch” („nie ma darmowych obiadów”), powiedzenie spopularyzowane przez autora fantastycznonaukowego Roberta A. Heinleina w jego powieści z roku 1966 pod tytułem Luna to surowa pani. W polskim tłumaczeniu użyto skrótu ZWTP (za wszystko trzeba płacić). Robert H. Fetridge wskazuje, że publicznie pierwszy użył go Leonard Ayres Porter w 1946 roku. W 1975  ekonomista Milton Friedman użył go jako tytułu książki i przyczynił się do dalszej jego popularyzacji.
Zdanie to stanowi ilustrację liberalnej ekonomii, która sprzeciwia się przyznawaniu subsydiów ze strony państwa (między innymi darmowym zasiłkom, dofinansowaniem nierentownych przedsiębiorstw). Zdaniem libertarian tego typu zjawiska mają negatywny wpływ na gospodarkę.